# Meneba
Meneba is een graanverwerkend bedrijf dat zijn hoofdvestiging heeft in Maashaven te Rotterdam. De naam is een afkorting van: MEelfabrieken der NEderlandsche BAkkerij. Het bedrijf werd in 1915 opgericht. In 2018 werd Meneba overgenomen door het Belgische Dossche Mills.

## Geschiedenis

### Oprichting
De oprichting van het bedrijf was een initiatief van de "Nederlandsche Bakkersbond". Dit voorzag in de oprichting van een "onderlinge" meelfabriek. Bakkers konden een soort obligatie kopen en men had de medewerking van 5000 van de in totaal 11.000 bakkers nodig. Initiatiefnemer was J.K.P. Kraan, die voordien werkzaam was geweest bij de Stoommeelfabriek "Holland". De bedoeling was om minder afhankelijk te worden van particuliere fabrikanten die, tijdens de Eerste Wereldoorlog, de bloemprijzen voortdurend opdreven.
Op 5 juli 1915 werden de "Eerste Nederlandsche Coöperatieve Meelfabrieken" opgericht en in augustus kwam een fabriek in 's-Hertogenbosch in werking. In 1916 werd de bedrijfsvorm omgezet in een NV. De aandelen daarvan mochten slechts in bezit van bakkers zijn of van anderen die de producten van de fabriek nodig zouden hebben. Er waren pakhuizen in Groningen, Alkmaar, Leiden en Zwolle. In 1916 werd een tweede fabriek gestart te Middelburg. In november 1919 werd de in 1914 gebouwde Meelfabriek "De Maas" te Rotterdam overgenomen. Hier werd ook het hoofdkantoor gevestigd.

### Wederopbouwperiode

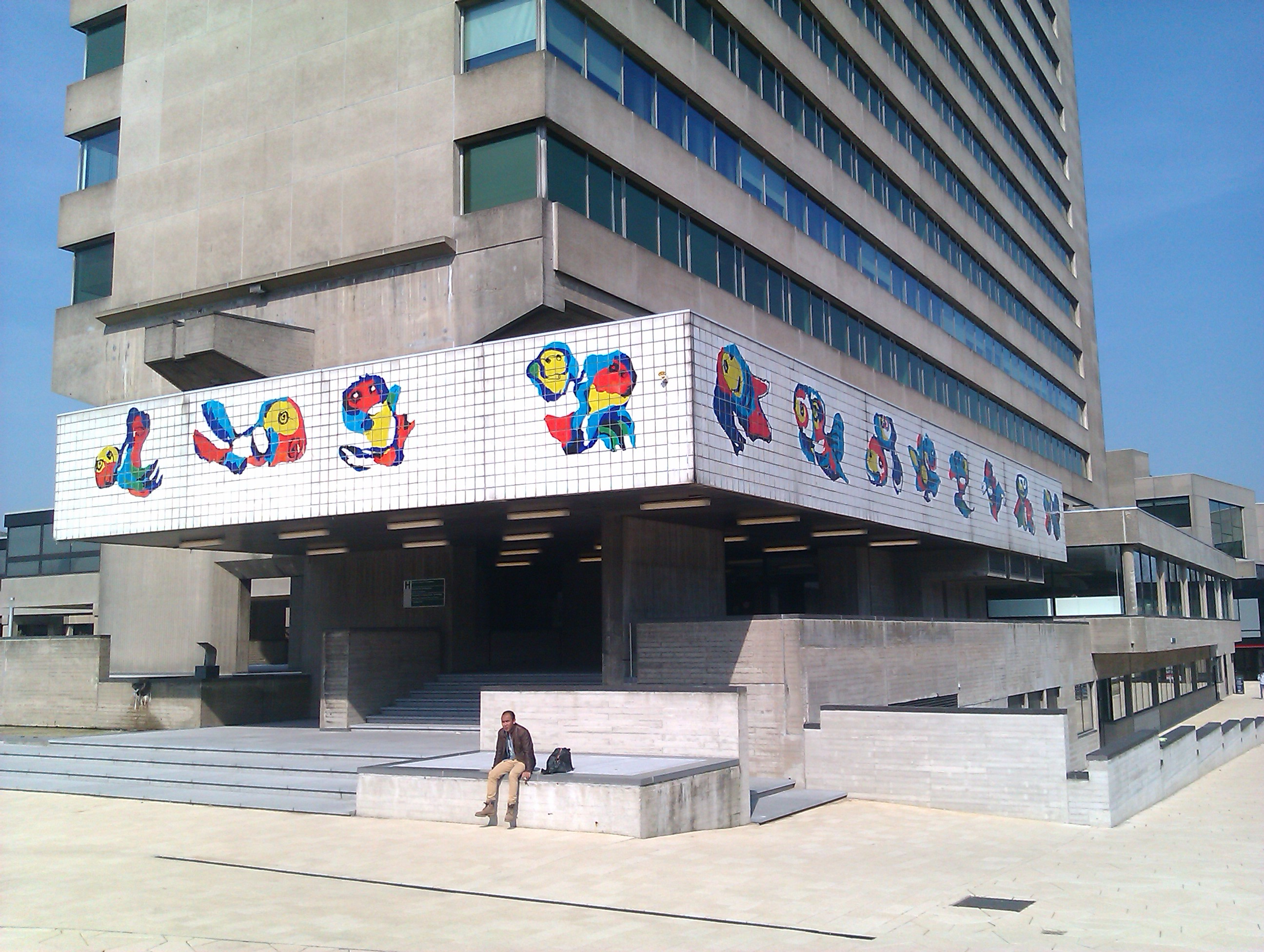
Tegelversiering op de campus Woudestein

In 1944 werd de fabriek te 's-Hertogenbosch zwaar beschadigd en die te Middelburg verwoest. Men besloot dan ook om de productie in Rotterdam te concentreren. De fabriek daar werd uitgebreid en men ging over van stoomkracht op elektriciteit. 
In 1964 nam Meneba de Leidse Meelfabriek 'De Sleutels' over. Deze werd in 1988 echter gesloten wegens overcapaciteit. In 1965 werd 30% van alle in Nederland nodige bloem door Meneba geproduceerd. Het betrof een productie van 1000 ton bloem per dag. Er waren toen 500 medewerkers en de situatie was redelijk optimistisch: de bevolkingsgroei compenseerde het licht dalende broodverbruik.
In 1969 schonk Meneba een tegelversiering van Karel Appel aan de Erasmus Universiteit Rotterdam ter gelegenheid van haar 50-jarige bestaan en de opening van de campus Woudestein.
In 1967 kreeg Meneba een belang van 25% in bakkerij Odekerken-Marebos in de Zuid-Limburgse gemeente Brunssum. De Treebeekse bakkerij werd per 1 januari 1973 geheel overgenomen.

### Nieuwste tijd
Van 1988 tot 1997 was Meneba in handen van het Australische voedingsmiddelenbedrijf Goodman Fielder. De Australiërs wilden zich aldus toegang tot de Europese markt verwerven en betaalden circa 33 miljoen euro voor het bedrijf. In 1992 werd de graandivisie van Wessanen overgenomen voor 114 miljoen euro. Hierdoor steeg het marktaandeel van Meneba in Nederland naar 60%. In het boekjaar 1996-1997 maakte het concern een nettowinst van 10,7 miljoen euro op een omzet van 683 miljoen euro.
In 1997 werd Meneba, dat toen ongeveer 2000 werknemers telde, verkocht voor 200 miljoen euro aan de investeringsmaatschappij CVC Capital Partners. Ook dit wilde expanderen en al spoedig werden twee Britse meelfabrieken, Greens Flour Mills en Robert Hutchison, overgenomen. Eind 1997 had Meneba voor 33 miljoen euro aan nieuwe aandelen uitgegeven aan drie financiële partijen; dit geld werd gebruikt voor de financiering van deze acquisities. Ook enkele bakkerijen kwamen in bezit van Meneba. In 1998 werd de naam Maxeres, met hoofdzetel in Den Haag, ingevoerd. Deze had betrekking op de holding. Het uiteindelijke doel was een beursintroductie.
Spoedig werd echter begonnen met de verkoop van bedrijfsonderdelen, zoals de veevoederfabriek Koudijs-Wouda en het 50%-belang in het pluimveevoederconcern Plukon. De bakkerijketen Quality Bakers werd ook verkocht aan het Duitse bedrijf Kamps. In 2000 waren slechts de meelfabrieken overgebleven, die weer Meneba ging heten en 740 medewerkers telde. De holding Maxeres werd afgeschaft. In 2003 was het aantal werknemers alweer verder gedaald tot 670 en even later verdwenen opnieuw 50 arbeidsplaatsen; de omzet was gezakt tot 342 miljoen euro. In oktober 2004 werd bekend dat Meneba zou worden verkocht aan de Nederlands-Belgische private-equityinvesteerder Bencis. De beide Britse meelfabrieken werden afgestoten.
Meneba verwerkte vooral graan, waaronder rijst, en daarnaast worden oliehoudende zaden, sojabonen en peulvruchten verwerkt. De drie basisactiviteiten zijn: Voedingsmiddelen, diervoedingsingrediënten, en industriële toepassingen. Tot de laatste behoren pellets biomassa. In 2009 had Meneba productiebedrijven in Rotterdam, Wormerveer, Bossuit (Meneba Taelman) en Weert. Verkoopkantoren waren er in Nederland, België en Duitsland. Het bedrijf telde 450 werknemers en de omzet bedroeg 360 miljoen euro.
In december 2010 legde de Nederlandse Mededingingsautoriteit  (NMa) aan vijftien meelproducenten in Nederland, België en Duitsland een boete op van in totaal 81,6 miljoen euro; het aandeel van Meneba in deze boete was 9 miljoen euro. In een wisselende samenstelling hebben de bedrijven de Nederlandse meelmarkt verdeeld of afspraken gemaakt om de concurrentie te beperken. Vanwege de stagnerende afzet van meel verdeelden de meelfabrikanten tussen 2001 en 2007 de markt; klanten werden niet overgenomen, prijsonderhandeling met klanten werden tegengewerkt en een concurrent die niet meedeed aan de kartelafspraken, werd opgekocht en uit de markt gehaald.
Op 23 mei 2011 werd de sluiting van de vestiging in Wormerveer aangekondigd. De reden om de fabriek te sluiten was de structurele overcapaciteit in de West-Europese markt. In totaal verdwenen circa 160 arbeidsplaatsen.
In juni 2011 verkocht Bencis het belang in Meneba aan het management via een managementbuy-out. Meneba behaalde toen een jaaromzet van 261 miljoen euro. Financiële details van deze verkoop werden niet bekendgemaakt.
Op 18 juli 2011 werd onderdeel Meneba Weert B.V. door Nimbus Investments en het management overgenomen. Na 23 april 2012 ging dit bedrijf verder onder de naam Unicorn Grain Specialties B.V. Het bedrijf werd als Meelfabriek van de Venne in 1906 opgericht en in 1992 overgenomen door Meneba Holdings, toen nog onderdeel van Goodman Fielder. In 2012 telde het bedrijf circa 70 werknemers.
Eind maart 2018 werd Meneba, met twee fabrieken in Rotterdam en Bossuit, overgenomen door het Belgische Dossche Mills. Na de overname behoorde Dossche Mills tot de top vijf in Europa op het gebied van de productie en verkoop van bloem, bloemmixen en afgeleide producten voor producten zoals brood, banket, biscuit en diervoeding. Het bedrijf heeft dan ruim 400 medewerkers die samen 1,2 miljoen ton tarwe vermalen per jaar.

## Bron
- Wim Alings e.a. Bloem-lezing: Kleingoed & Kruimels opgedist bij het vijftigjarig jubileum van de NV Meelfabrieken der Nederlandsche Bakkerij te Rotterdam, gedenkboek, 5 juli 1965. Wormerveer: Meijer Pers.